# Philippe Le Bas
Philippe Le Bas (født 18. juni 1794 i Paris, død 19. maj 1860 sammesteds) var en fransk arkæolog. Han var søn af Philippe-François-Joseph Le Bas.
Han tjente først i marinen og i den kejserlige garde og blev derefter souschef hos Seine-præfekten. 1820—27 var han efter dronning Hortenses opfordring lærer for den senere kejser Napoleon III og blev derefter ansat ved det højere franske skolevæsen. I 1842 overdrog regeringen ham en arkæologiske mission til Grækenland og Lilleasien, og endelig modtog han 1846 en stilling som leder af universitetets bibliotek, i hvilken egenskab han indlagde sig megen fortjeneste.
Hans store litterære produktion omfatter dels arkæologiske, navnlig epigrafiske afhandlinger, dels historiske lærebøger og skrifter vedrørende sprogundervisningens metode. Hans hovedværk er Voyage archéologique en Grèce et en Asie mineure, oprindelig planlagt til at omfatte 12 bind. 1847—1868 udkom i Paris 6 bind, dels i kvart, dels i folio. Efter hans død fortsattes det af Waddington. Plancherne er reproducerede af Reinach i Bibliothèque de monuments grecs et romains (1888).